# Żelazno (powiat kościański)
Żelazno – wieś w Polsce położona w województwie wielkopolskim, w powiecie kościańskim, w gminie Krzywiń.

## Położenie
Miejscowość leży nad jeziorem Żelazno, o pow. 28 ha. Na południe od wsi przepływa Kanał Obry.

## Historia

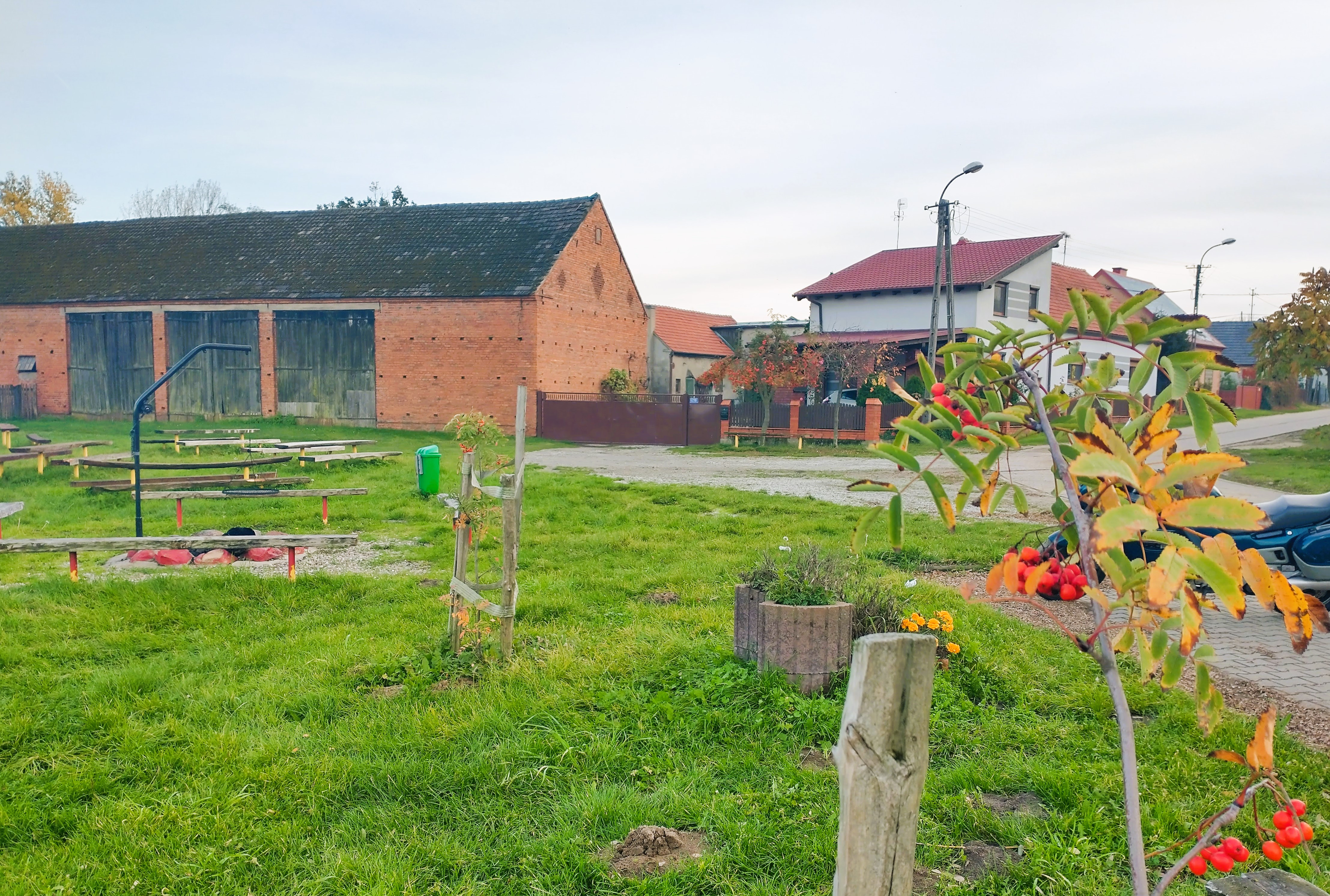
Część wsi nad jeziorem

Żelazno było wzmiankowane w 1392, kiedy to Tomasz, opat lubiński nadał je braciom Janowi Roszen i Zbilutowi.
Wieś duchowna, własność opata benedyktynów w Lubiniu pod koniec XVI wieku leżała w powiecie kościańskim województwa poznańskiego.
W okresie Wielkiego Księstwa Poznańskiego (1815-1848) miejscowość wzmiankowana jako Żelazno należała do wsi większych w ówczesnym pruskim powiecie Kosten rejencji poznańskiej. Żelazno należało do okręgu krzywińskiego tego powiatu i stanowiło odrębny majątek, którego właścicielem był wówczas (1846) Petri. Według spisu urzędowego z 1837 roku Żelazno liczyło 254 mieszkańców, którzy zamieszkiwali 30 dymów (domostw).
Pod koniec XIX wieku w miejscowości była szkoła katolicka. Wieś gospodarska liczyła wtedy 80 domostw i 449 mieszkańców, a wieś dworska 7 domostw i 95 mieszkańców.
W latach 1975–1998 miejscowość należała administracyjnie do województwa leszczyńskiego. W 2011 w Żelaźnie mieszkało 320 osób.
Dwór z przełomu XIX i XX wieku został przekształcony w sklep.